# Blîdni, Polonne
Blîdni (în ucraineană Блидні) este un sat în comuna Kotiurjînți din raionul Polonne, regiunea Hmelnîțkîi, Ucraina.

## Demografie
Componența lingvistică a localității Blîdni
     Ucraineană (100%)
Conform recensământului din 2001, toată populația localității Blîdni era vorbitoare de ucraineană (100%).